# Akcijska igra igranja vlog
Akcijska igra igranja vlog (pogosto skrajšano kot akcijski RPG oz. ARPG za Action Role Playing Game) je podzvrst videoiger, ki združuje ključne elemente akcijske igre in igre igranja vlog.

## Definicija
Akcijske igre igranja vlog v nasprotju s poteznim (turn-based) ali menijskim (menu-based) bojevanjem v ospredje postavljajo bojevanje v realnem času (real-time combat), kjer ima igralec neposreden nadzor nad liki, medtem ko mora še vedno paziti na likovo statistiko, s katero se določi njegovo relativno moč in sposobnosti. Te igre pogosto uporabljajo bojne sisteme akcijskih iger, podobne hack and slash ali strelskim igram. Izraz »akcijska igra igranja vlog« lahko opisuje tudi akcijsko-pustolovske igre, ki vključujejo sistem misij in mehaniko igre igranja vlog, kot tudi MMORPG-je z bojnimi sistemi v realnem času.